# كينغيرو أوكازاكي
كينغيرو أوكازاكي (باليابانية: 岡崎乾二郎؛ بالكانا: おかざき けんじろう) هو نحات ياباني، ولد في 24 أكتوبر 1955 في طوكيو في اليابان.

## وصلات خارجية
- الموقع الرسمي